# Holbrook (Arizona)
Holbrook – miasto w Stanach Zjednoczonych, w stanie Arizona, stolica hrabstwa Navajo.

## Demografia
W 2010 liczyło 5053 mieszkańców, a przez 10 lat od 2000 roku liczba mieszkańców zwiększyła się 2,8%. W roku 2023 liczba mieszkańców spadła do 4833 osób (w ciągu 13 lat spadek o 4,35%), a gęstość zaludnienia spadła do 121,1 osoby/km².

## Położenie
Miasto leży na skraju Pustyni Pstrej.